# Sardarabad (Khuzestan)
Sardārābād (farsi سرداراباد) è una città della provincia di Shushtar, circoscrizione Centrale, nella regione del Khūzestān. Aveva, nel 2006, una popolazione di 4.834 abitanti.